# Rioni
« Rion » redirige ici. Pour la ville de France, voir Rion-des-Landes. Pour la ville de Grèce, voir Río (Grèce) et Pont Rion-Antirion. Pour les autres articles homonymes, voir Rioni (homonymie).
Pour les articles homonymes, voir Phasis (homonymie).
Le Rioni, parfois nommé Rion (en géorgien : რიონი) est le fleuve principal de l'ouest de la Géorgie. Il prend sa source dans le Caucase, dans la région de Ratcha et coule vers l'ouest pour se jeter dans la mer Noire au nord de la ville de Poti. La ville de Koutaïssi, l'ancienne capitale de la Colchide, se situe sur ses rives.

## Histoire

Reconstitution hypothétique de la carte du monde perdue d’Anaximandre

Dans la géographie grecque antique, le bassin hydrographique du Rioni correspondait en gros à la région historique nommée Colchide qui portait aussi quelquefois, le nom d'Ééa, provenant de l'île deltaïque où résidaient le roi Éétès et sa sœur Circé dans la légende de la Toison d'or, à l'embouchure du fleuve. 
Les Grecs anciens nommaient le Rioni Phase (en grec ancien : Φάσις / Phásis) pour son cours inférieur, et Rhéon pour son cours supérieur. Ayant découvert, sur ses rives, un gallinacé sauvage, ils appelèrent cet oiseau φασιανός soit « oiseau du Phase », en latin : phasianus, d'où le nom français « faisan ».
Il tiendrait son nom de Phasis, fils d'Hélios, le titan du soleil, et de l'Océanide Ocyrhoé, qui se serait suicidé en se jetant dans ses eaux, et aurait porté le nom d'Arcturus avant ce suicide.
Le Phase fut cité pour la première fois par Hésiode dans sa Théogonie. Plus tard, des écrivains comme Anaximandre, Apollonios de Rhodes (Les Argonautiques), Virgile (Géorgiques) et Aelius Aristide considérèrent qu'il marquait l'extrême limite orientale des mers navigables connues aux Grecs. Socrate, dans le Phédon, fait référence au monde connu comme étant situé « entre les Colonnes d'Hercule et le Phase ». Ce fleuve était aussi considéré par les Grecs comme la frontière entre l'Europe (au Nord, rive droite) et l'Asie (au Sud, rive gauche), et ses eaux navigables permettaient aux marins de remonter de la mer Noire vers l'Orient. Selon Strabon c'est au VIIe siècle av. J.-C. que les Grecs fondèrent à l'embouchure du Phase la ville de Phasis, aujourd'hui Poti, ville portuaire qui resta à majorité grecque jusque dans les années 1920.